# Нимрод (ледник)
Ледникът Нимрод (на английски: Nimrod Glacier) е голям долинен ледник в Източна Антарктида, Земя Виктория, Бряг Шакълтън с дължина 135 km. Води началото си от Антарктическото плато и „тече“ на изток между планините Геолози и Наш на север и Милер и Куин Елизабет на юг, части от Трансантарктическите планини. От ляво се подхранва от ледниците Лъки, Принц Филип, Ебрант, Алгей и др., а от дясно – от ледниците Марш, Хамилтън, Отаго, Лоуер и др. „Влива“ се в ледения залив Шакълтън, в западната част на шелфовия ледник Рос, между носовете Уилсън на север и Литълтън на юг.
Ледникът Нимрод е открит и частично изследван и топографски заснет от британската антарктическа експедиция (1907 – 09), ръководена от Ърнест Шакълтън и е наименуван от него в чест на експедиционния кораб „Нимрод“. По време на американската антарктическа експедиция 1946 – 47 г., ръководена от видния американски антарктически изследовател адмирал Ричард Бърд ледникът е заснет чрез аерофотоснимки, на базата на които е детайлно картиран.
- Топографска карта на долната част на ледника Нимрод